# Fonema
Un fonema (del griego antiguo φώνημα fónēma 'voz humana, sonido de la voz') es una unidad sonora que puede distinguir una palabra de otra en un lenguaje dado. Es decir, es la articulación mínima de un sonido vocálico o consonántico. Por otra parte, los fonemas son unidades teóricas básicas postuladas para estudiar el nivel fónico-fonológico de una lengua humana. Es decir, un fonema es cada una de las unidades segmentales postuladas para un sistema fonológico que dé cuenta de los sonidos de una lengua.
En los sonidos consonánticos de acuerdo con el punto de articulación podemos encontrar: labiales, labiodentales, coronales, interdentales, dentales, alveolares, postalveolares, retroflejas, palatales, velares, uvulares, faríngeas y glotales. Sin embargo, es difícil encontrar lenguas que usen simultáneamente todos estos puntos de articulación. Respecto al modo de articulación se tienen oclusivas, fricativas, africadas y aproximantes.
Entre los criterios para decidir qué constituye o no un fonema se requiere que exista una función distintiva: son sonidos del habla que permiten distinguir palabras en una lengua. Así, los sonidos [p] y [b] son fonemas del español porque existen palabras como /pata/ y /bata/ que tienen significado distinto y su pronunciación solo difiere en relación con esos dos sonidos (sin embargo, en mandarín los sonidos [p] y [b] son percibidos como variantes posicionales del mismo fonema).
Desde un punto de vista estructural, el fonema pertenece a la lengua, mientras que el sonido pertenece al habla. La palabra <casa>, por ejemplo, consta de cuatro fonemas (/k/, /a/, /s/, /a/). A esta misma palabra también corresponden en el habla, acto concreto, cuatro sonidos, a los que la fonología denominará alófonos, y estos últimos pueden variar según el sujeto que lo pronuncie. La distinción fundamental de los conceptos fonema y alófono, está en que el primero es una huella psíquica de la neutralización (un modelo) del segundo que se efectúa en el habla.
Un fonema puede dividirse conceptualmente en varios rasgos distintivos que se realizan simultáneamente. Estos rasgos son, según algunos marcos teóricos, las unidades mínimas en fonología. 

## Definición
Los fonemas no son sonidos con entidad física, sino abstracciones mentales o abstracciones formales de los sonidos del habla. En este sentido, un fonema puede ser representado por una familia o clase de equivalencia de sonidos (técnicamente denominados fonos), que los hablantes asocian a un sonido específico durante la producción o la percepción del habla. Así por ejemplo en español el fonema /d/ [+ obstruyente, + alveolar, + sonoro] puede ser articulado como oclusiva [d] a principio de palabra o tras nasal o pausa larga, pero es pronunciado como aproximante [ð] entre vocales o entre vocal y líquida, así /dedo/ se pronuncia [deðo] donde el primer y tercer sonido difieren en el grado de obstrucción aunque son similares en una serie de rasgos (los propios del fonema).

### Fono y fonema
Un sonido o fono se caracteriza por una serie de rasgos fonéticos y articulatorios. El número de dichos rasgos y su identificación es tarea de la fonética. Un fono es cualquiera de las posibles realizaciones acústicas de un fonema.
La fonología en cambio no necesariamente trata entes claramente definibles en términos acústicos. Como realidad mental o abstracta un fonema no tiene por qué tener todos los rasgos fonéticos especificados. Por ejemplo, en diversas lenguas la aspiración es relevante para distinguir pares mínimos pero un fonema del español puede pronunciarse más o menos aspirado según el contexto y la variante lingüística del hablante pero en general para un fonema del español no está especificado el grado de aspiración. En cambio, en lenguas como el chino mandarín o el coreano un fonema tiene predefinido el rasgo de aspiración.
El número de fonemas de una lengua es finito y limitado en cada lengua y el número de alófonos potencialmente definibles, especialmente si especificamos rasgos fonéticos muy sutiles, es potencialmente ilimitado y varía según el contexto fonético y la articulación lingüística individual de los hablantes, a su estudio se dedicará la llamada fonética experimental. En cuanto al número de fonemas, este no tiene por qué ser fijo, y puede cambiar con el cambio lingüístico, de hecho en un instante dado, puede ser que puedan construirse dos sistemas fonológicos con diferente número de fonemas si se introducen reglas de pronunciación más complejas. Sin embargo, la mayoría de análisis del español está en torno a 24 unidades (5 vocales y 19 consonantes), aunque no todas las variedades de español tienen el mismo número de fonemas.

### Características
Podemos decir que fonema es una unidad fonológica diferenciadora, indivisible linealmente y abstracta.
- Diferenciadora: porque cada fonema se delimita dentro del sistema por las cualidades que se distinguen de los demás y además es portador de una intención significativa especial.

Verbigracia: /p-o-t-a/ y /b-o-t-a/ son dos palabras que se distinguen semánticamente debido a que /b/ se opone a /p/ por la sonoridad.
- Indivisible: no se puede descomponer en unidades menores.

Verbigracia: la sílaba o el grupo fónico sí pueden fraccionarse. Un análisis pormenorizado del fonema revela que está compuesto por un haz de diversos elementos fónicos llamados rasgos distintivos cuya combinación forma el inventario de fonemas. El inventario de rasgos distintivos es asimismo limitado y viene a constituir una especie de tercera articulación del lenguaje.
- Abstracta: no son sonidos, sino modelos o tipos ideales de sonidos. La distinción entre sonido y fonema ha sido un gran hallazgo en los últimos años.

### Definición formal de fonema
Dada la distinción entre fonema y fono, existe otra forma de concebir un fonema como una especificación incompleta de rasgos fonéticos. Esta relación es de hecho equivalente a la del fonema como conjunto de fonos: el fonema sería el conjunto de rasgos fonéticos comunes a todos los fonos que forman la clase de equivalencia del fonema.
Más formalmente si {\displaystyle /f/\;} es un fonema que puede ser articulado como todo un conjunto de fonos {\displaystyle \{\phi _{1},\phi _{2},...,\phi _{n}\}\;} entonces podemos definir una relación de pertenencia de cada uno de esos alófonos al fonema si definimos la función {\displaystyle {\mbox{rasg}}(\cdot )\,} que asigna a cada fono o fonema el conjunto de rasgos relevantes. Un alófono es una realización posible de un fonema si pertenece a la clase de equivalencia de sonidos asociada al fonema, que en términos de rasgos equivale a que:

{\displaystyle \phi _{j}\in /f/\Rightarrow {\mbox{rasg}}(/f/)\subset {\mbox{rasg}}(\phi _{j})}

Por el contrario a partir del conjunto de fonos del mismo fonema {\displaystyle \{\phi _{1}^{f},\phi _{2}^{f},...,\phi _{n}^{f}\}\;} se puede definir el conjunto de rasgos relevantes para definir el fonema:

{\displaystyle {\mbox{rasg}}(/f/)={\mbox{rasg}}(\phi _{1}^{/f/})\bigcap {\mbox{rasg}}(\phi _{2}^{/f/})\bigcap ...\bigcap {\mbox{rasg}}(\phi _{n}^{/f/})}

Podemos aplicar las ideas anteriores a analizar los fonemas obstruyentes /b, d, g/ del español. Como es sabido entre estas podemos distinguir una realización oclusiva y otra aproximante, por lo que podemos escribir:

{\displaystyle \{[b],[\beta ]\}\in /b/\qquad \{[d],[\delta ]\}\in /d/\qquad \{[g],[\gamma ]\}\in /g/}

Y si introducimos un conjunto de rasgos fonéticos relevantes como [+obstruyente], [+oclusivo], [+ aproximante], [+ labial], [+alveolar], [+velar], [-fricativo], [+sonoro], ... se tiene que:

| fonema                                                                                   | rasgos | relación                                                           |
| ---------------------------------------------------------------------------------------- | --- | ------------------------------------------------------------------ |
| {\displaystyle {\begin{matrix}{\mbox{rasg}}([b])\\{\mbox{rasg}}([\beta ])\end{matrix}}}  | {\displaystyle {\begin{matrix}\{[+obstr][-fric][+ocl][+lab][+son]\}\\\{[+obstr][-fric][-ocl][+lab][+son]\}\end{matrix}}} |                                                                    |
| {\displaystyle {\mbox{rasg}}(/b/)\,}                                                     | {\displaystyle \{[+obstr][-fric][+lab][+son]\}\,}                                                                        | {\displaystyle {\mbox{rasg}}([b])\bigcap {\mbox{rasg}}([\beta ])}  |
| {\displaystyle {\begin{matrix}{\mbox{rasg}}([d])\\{\mbox{rasg}}([\delta ])\end{matrix}}} | {\displaystyle {\begin{matrix}\{[+obstr][-fric][+ocl][+alv][+son]\}\\\{[+obstr][-fric][-ocl][+alv][+son]\}\end{matrix}}} |                                                                    |
| {\displaystyle {\mbox{rasg}}(/d/)\,}                                                     | {\displaystyle \{[+obstr][-fric][+alv][+son]\}\,}                                                                        | {\displaystyle {\mbox{rasg}}([d])\bigcap {\mbox{rasg}}([\delta ])} |
| {\displaystyle {\begin{matrix}{\mbox{rasg}}([g])\\{\mbox{rasg}}([\gamma ])\end{matrix}}} | {\displaystyle {\begin{matrix}\{[+obstr][-fric][+ocl][+vel][+son]\}\\\{[+obstr][-fric][-ocl][+vel][+son]\}\end{matrix}}} |                                                                    |
| {\displaystyle {\mbox{rasg}}(/g/)\,}                                                     | {\displaystyle \{[+obstr][-fric][+vel][+son]\}\,}                                                                        | {\displaystyle {\mbox{rasg}}([g])\bigcap {\mbox{rasg}}([\gamma ])} |

### Sistemas fonológicos
Fijado un conjunto de rasgos fonéticos se pueden definir los sonidos de la lengua, en principio no hay límite para lo fina que pueda ser la distinción que establecen estos rasgos; potencialmente la lista de sonidos puede hacerse tan grande como se quiera si se incluyen más y más rasgos. Sin embargo el número de fonemas es un asunto diferente, puesto que muchos de los anteriores sonidos serán equivalentes desde el punto de vista lingüístico. Un sistema fonológico es un par {\displaystyle {\mathcal {F}}=(F,{\mathcal {R}})} donde {\displaystyle F\,} es un inventario de fonemas abstractos definidos por unos pocos rasgos del conjunto total (las lenguas naturales por lo general oscilan entre 10 y 30 fonemas, aunque se han descrito lenguas con cerca de 100 fonemas), y {\displaystyle {\mathcal {R}}} es el conjunto de reglas que en función del contexto relativo de aparición de los fonemas definen totalmente los rasgos fonéticos, así el conjunto de reglas puede pensarse como una aplicación del conjunto de secuencias admisibles de fonemas en el conjunto de secuencias admisibles de sonidos:

{\displaystyle {\mathcal {R}}:\Sigma _{0}(F)\to \Sigma _{0}(S)}

Donde {\displaystyle \Sigma _{0}(F),\Sigma _{0}(S)\,} representan el conjunto de secuencias finitas de fonemas y el conjunto de secuencias finitas de sonidos o alófonos.

## Interpretaciones

### Estructuralismo
De acuerdo con la caracterización clásica de estructuralismo fonemas son entidades abstractas de un estudio sistematizado del lenguaje.

## Fonemas como unidades mentales
Noam Chomsky y Morris Halle establecieron una interpretación psicológica de los fonemas como unidades mentales. En el proceso de adquisición del lenguaje, el niño aprende qué características fonéticas de un sonido son esenciales para el significado de una palabra y cuáles no lo son. Tomando como base el curso de este proceso, las categorías son vistas como correspondencias mentales (representaciones) del fonema, definido originalmente de manera puramente lingüística. De acuerdo con este punto de vista, los fonemas tienen una existencia independiente en el sistema de procesamiento de lenguaje mental del hablante: el sistema involucra, de hecho, en el procesamiento del lenguaje de estas unidades hacia atrás. (Una hipótesis contraria sería la afirmación de que la impresión solo se crea por la interacción de las palabras aprendidas y las percepciones individuales de los hablantes. Las categorías de fonemas se encuentran en el sistema a trabajar.)
La influencia de estas categorías de fonemas en la percepción puede ser especialmente observada cuando se trata de una lengua extranjera. Las distinciones fonéticas que no juegan ningún papel en su propia lengua, no son percibidas por el oído no entrenado en otros idiomas o son asignadas incorrectamente al mismo fonema.

## Fonemas del español
Todas las variedades de español tienen estos fonemas, para los que se especifican los rasgos fonéticos o rasgos distintivos mínimos:
1. /a/: fonema vocálico de apertura máxima (alófonos: [a], [ɑ]).
2. /b/: fonema obstruyente bilabial sonoro (grafías: b, v y w, alófonos: [b], [β]).
3. /tʃ/: fonema africado palatal (grafía ch).
4. /d/: fonema obstruyente coronal-alveolar sonoro (alófonos: [d], [ð]).
5. /e/: fonema vocálico palatal de apertura media (alófonos: [e], [ɛ]).
6. /f/: fonema labial, fricativo, sordo, oral, en muchas zonas se realiza fricativo bilabial [ɸ].
7. /ɡ/: fonema obstruyente velar sonoro (grafías g y gu, alófonos: [g], [ɣ]).
8. /i/: fonema vocálico palatal y apertura mínima (alófono usual: [i], en diptongos: [j]).
9. /x/: fonema fricativo velar (grafías g y j, alófonos: [h], [x], [χ], [ħ] en algunas zonas)
10. /k/: fonema oclusivo velar sordo (grafías c, qu y k ).
11. /l/: fonema lateral (coronal-)alveolar.
12. /m/: fonema nasal labial (alófono usual: [m], ante a una f: [ɱ])
13. /n/: fonema nasal (coronal-)alveolar (alófonos: [n], [ŋ], [ɴ]).
14. /ñ/: fonema nasal palatal [ɲ].
15. /o/: fonema vocálico velar de apertura media (alófonos: [o], [ɔ]).
16. /p/: fonema oclusivo (bi)labial sordo.
17. /ɾ/: fonema vibrante simple (grafía -r-, -r).
18. /r/(rr): fonema vibrante múltiple (grafía -rr-, r-). En muchas regiones de América no hay vibración para rr sino un sonido fricativo o asibilado (Bolivia, Ecuador, con algunas palabras Perú, norte de Argentina, [ʐ]).
19. /s/: fonema fricativo (coronal-)alveolar (grafía s, en algunas variedades z y c).
20. /t/: fonema oclusivo (coronal-)alveolar sordo.
21. /u/: fonema vocálico velar de apertura mínima (alófono usual: [u], en diptongos: [w]).
22. /ʝ̞/: fonema sonorante palatal (grafía y, en las zonas yeístas también corresponde a ll. A principio de palabra se realiza como africada palatal, en interior de palabra algunas variedades lo pronuncian como aproximante [ʝ] o [ɟ͡ʝ], otras fricativa [ʃ] o [ʒ] y otras como oclusiva [ɟ]).

Se pueden hacer las siguientes generalizaciones sobre la pronunciación:
- Todos los fonemas vocálicos, nasales, laterales y vibrantes (sonorantes) se realizan como sonidos sonoros.
- Todos los fonemas fricativos se realizan como sonidos sordos.
- El rasgo de sonoridad solo es relevante para las obstruyentes no fricativas.
- Las vocales velares /o, u/ además están coarticuladas con los labios y son redondeadas.

### Fonemas adicionales
Algunas variedades constan además de los fonemas:
- /θ/: fonema consonántico, interdental, fricativo y sordo (grafías c y z) que existe en el español de Guinea Ecuatorial y de España a excepción de parte de Andalucía y Canarias. Aisladamente se ha detectado presencia de /θ/ en el interior de Perú (Cuzco) en los números 12, 13 y en el verbo decir. [θ] también puede aparecer como variante del fonema /s/ en zonas de ceceo como la costa andaluza y más limitadamente entre hablantes de la costa peruana.
- /ʎ/: fonema lateral palatal (grafía ll). Es el fonema tradicional del español estándar, hoy presente, especialmente, en zonas rurales del centro y norte de España, entre los hablantes de las zonas bilingües vasca y catalana, y en América /ʎ/ es mayoritario en Bolivia, Paraguay, interior de Perú, norte de Argentina y zonas de Colombia. Ver la página de discusión de este artículo.
- /h/: fonema fricativo, laringal (grafía h). Existe en algunas variedades de andaluz y del español caribeño donde se conserva esa aspiración como reflejo de la antigua F inicial latina en algunas palabras (halar, harto, heder, higo, huir), pero en casi todas las variedades este fonema desapareció después del siglo XVII). Además, [h] es la realización del fonema /x/ en buena parte de Andalucía, en Canarias, ribera caribeña (Antillas, América central, Venezuela) y toda Colombia.
- En Andalucía oriental existe una oposición fonológica entre vocales abiertas y cerradas, que es muy visible por ejemplo en la formación del plural.

Además de estas variaciones en el inventario fonémico, el número de alófonos que presentan los fonemas del español presentan peculiaridades en algunas variedades. Por ejemplo en la modalidad lingüística andaluza las secuencias /s+b/, /s+d/ y /s+g/ dan lugar a las fricativas sordas [ɸ], [θ] y [x] (estando el primer alófono ausente de otras variedades de español).

### Problemas con la grafía
En cuanto a la grafía cabe tener en cuenta que:
- C en la mayoría de variedades representa en los fonemas /s/ o /k/ según la vocal que siga, pero en algunas variedades puede representar también al fonema /θ/.
- H, no es un fonema en la mayoría de variedades, marginalmente en algunas áreas de Andalucía retiene la [h] aspirada del español medieval, y en otros representa [h] o [x] de extranjerismos no adaptados.
- V y W son formas alternativas del fonema /b/.
- X es la letra formada por la unión de [k]+[s] y en zonas de Hispanoamérica como es el caso de México, puede sonar como [ks] o [ɡz] como es el caso de «éxito» o «expresar», como [x] (J española) como es el caso mismo de México, Xalapa, Texas (que para un español sería escrito Méjico, Jalapa, Tejas). Puede sonar como [ʃ] <sh> como es el caso de Xoco y Huexotitla (Shoco y Hueshotitla)o igual como [s] como en Xochimilco (Sochimilco).

### Frecuencia de aparición
Frecuencias de aparición (en porcentaje):
| Fonema | Grafemas  | Frecuencia [%] |
| ------ | --------- | -------------- |
| /e/    | e         | 14,99          |
| /a/    | a         | 13,27          |
| /o/    | o         | 10,75          |
| /s/    | s, c, z   | 9,39           |
| /n/    | n         | 7,14           |
| /i/    | i         | 6,59           |
| /r/    | r-, -rr-  | 5,40           |
| /t/    | t         | 4,48           |
| /k/    | k, c, qu- | 4,31           |
| /d/    | d         | 4,00           |
| /l/    | l         | 3,88           |
| /m/    | m         | 3,17           |
| /b/    | b, v      | 3,08           |
| /u/    | u         | 2,79           |
| /p/    | p         | 2,68           |
| /ɡ/    | g         | 1,11           |
| /ʝ̞/    | y, (ll)   | 0,72           |
| /x/    | g, j      | 0,70           |
| /f/    | f         | 0,53           |
| /tʃ/   | ch        | 0,40           |
| /ɾ/    | -r-       | 0,39           |
| /ɲ/    | ñ         | 0,24           |

## Número de fonemas en distintas lenguas
Todos los lenguajes conocidos utilizan solo un pequeño subconjunto de los muchos sonidos posibles que pueden producir los órganos del habla humanos y, debido a la alofonía, el número de fonemas distintos generalmente será menor que el número de sonidos identificables diferentes. Los diversos idiomas varían considerablemente en el número de fonemas que tienen en sus sistemas (aunque la variación aparente a veces puede resultar de los diferentes enfoques adoptados por los lingüistas que realizan el análisis). El inventario fonémico total en idiomas varía desde tan solo 11 en el idioma rotokas y pirahã hasta 141 en kung.
El número de vocales fonémicamente distintas puede ser tan bajo como dos, como en el idioma ubijé y el arrente. En el otro extremo, la lengua bantú ngwe tiene 14 vocales, 12 de las cuales pueden ser largas o cortas, formando 26 vocales orales, más seis vocales nasalizadas, largas y cortas, lo que hace un total de 38 vocales; el idioma ǃxóõ logra 31 vocales puras, sin contar su variación adicional por longitud de vocal, al variar la fonación. En cuanto a los fonemas consonantes, el puinave y el idioma papú tauade tienen cada uno solo siete, y el rotokas presenta seis. El !xóõ, por otro lado, tiene alrededor de 77 y el ubykh 81. El idioma inglés usa un conjunto bastante grande de 13 a 21 fonemas vocales, incluidos diptongos, aunque sus 22 a 26 consonantes están cerca del promedio.
Algunos idiomas, como el francés, no tienen tono ni acentuación fonémica, mientras que el cantonés y varias de las lenguas kam-sui presentan nueve tonos, y se ha afirmado que una de las lenguas kru, el wobé, tiene 14, aunque esto es disputado.
El sistema de vocales más común consta de cinco vocales /i/, /e/, /a/, /o/, /u/. Las consonantes más comunes son /p/, /t/, /k/, /m/, /n/. Relativamente pocos idiomas carecen de estas consonantes, aunque sucede: por ejemplo, el árabe carece de /p/, el hawaiano estándar carece de /t/, el mohawk y el tlingit no presentan /p/ y /m/, el hupa carece de /p/ y un /k/ simple, idioma samoano coloquial no cuenta con /t/ y /n/, mientras que el rotokas y el quileute no usa la /m/ y /n/.

## En la lengua de signos
Los fonemas del lenguaje de señas son conjuntos de características de articulación. Stokoe fue el primer estudioso en describir el sistema fonémico de la lengua de signos americana. Identificó localizadores, la forma de la mano, y el movimiento. Algunos investigadores también disciernen la orientación, la expresión facial o articulación de la boca. Al igual que con los idiomas hablados, cuando se combinan funciones, crean fonemas. Del mismo modo que las lenguas habladas, las lenguas de señas tienen pares mínimos que difieren en un solo fonema. Por ejemplo, los signos de la lengua americana para el padre y la madre difieren mínimamente con respecto a la ubicación, mientras que la forma y el movimiento de las manos son idénticos; la ubicación es, por tanto, contrastiva.
Los investigadores ya no utilizan el sistema de notación y terminología de Stokoe para describir los fonemas de los lenguajes de signos. Se ha descubierto que la investigación de William Stokoe, aunque todavía se considera fundamental, no caracteriza suficientemente el lenguaje de señas estadounidense u otros lenguajes de señas. Por ejemplo, las funciones no manuales no se incluyen en la clasificación de Stokoe. Desde entonces, Brentari, Sandler, y van der Kooij han propuesto modelos más sofisticados de fonología del lenguaje de signos.

### Unidades básicas
En el lenguaje estadounidense, el término cherema (del griego antiguo: χείρ "mano") es sinónimo de fonema, utilizado anteriormente en el estudio de lenguajes de signos. Un chereme, como unidad básica de la comunicación por señas, es funcional y psicológicamente equivalente a los fonemas de las lenguas orales, y ha sido reemplazado por ese término en la literatura académica. La cherología, como estudio de las unidades mínimas en el lenguaje, equivale a la fonología. Los términos ya no están en uso. En cambio, los términos fonología y fonema (o rasgo distintivo) se utilizan para enfatizar las similitudes lingüísticas entre las lenguas habladas y de señas.
Los términos fueron acuñados en 1960 por William Stokoe en la Universidad Gallaudet para describir los lenguajes de signos como lenguajes verdaderos y completos. Aunque entonces fue una idea controvertida, el concepto ahora es universalmente aceptado en lingüística. Sin embargo, la terminología de Stokoe se ha abandonado en gran medida.